# ABU Robocon 2014
Robocon Pune 2014 là cuộc thi Robocon được tổ chức lần thứ 13 của Hiệp hội Phát thanh Truyền hình châu Á -Thái Bình Dương diễn ra tại Pune, Ấn Độ.

## Luật chơi
Trận đấu sẽ diễn ra trên sân đấu hình vuông có chiều dài mỗi cạnh là 12m. Sàn đấu được bao quanh bởi viền gỗ có bề ngang là 30mm, chiều cao là 50mm. Sàn đấu được chia thành 2 khu vực, gọi là khu vực ROBOT bố mẹ, 1 dành cho đội Đỏ và 1 dành cho đội Xanh. Khu vực xuất phát của mỗi đội trong khu vực của mình cũng có thiết kế hình vuông, mỗi cạnh dài 1m. 
Bên trong sân đấu có 5 khu vực thi đấu được mô phỏng các khu vui chơi cho trẻ em gồm 2 khu bập bênh, 1 khu xích đu, 1 khu đi bộ trên cột và 1 khu cầu thang vận động. 
Trong sân thi đấu, mỗi đội sẽ được dành riêng 1 khu bập bênh, còn ở các khu vực còn lại, 2 đội sẽ thi đấu chung. 
Mặc dù vậy, hoạt động thi đấu của mỗi đội trong khác khu thi đấu chung sẽ vẫn được phân chia độc lập. 4 khu vực thi đấu gồm: khu bập bênh, khu đi bộ trên cột và khu xích đu được thiết kế theo hình tròn có đường kính là 2,5m. Khu cầu thang vận động có đường kính 3m.
Sẽ có 4 nhiệm vụ theo thứ tự sau

### Nhiệm vụ 1: Bập bênh
Đội thi sẽ đưa robot bố mẹ mang robot còn được đặt sẵn từ khu vực xuất phát đến khu bập bênh. Sau khi đặt robot con lên 1 đầu bập bênh, robot bố mẹ sẽ di chuyển tới đầu bên kia và chơi bập bênh đủ 3 lần. Sau đó, robot bố mẹ sẽ đến đón lại robot con. Đội hoàn thành nhiệm vụ này sẽ giành được 10 điểm.

### Nhiệm vụ 2: Đi bộ trên cột
Hai đội có thể chọn thi đấu ở khu xích đu hay khu đi bộ trên cột tùy theo chiến thuật của đội. 
Ở khu đi trên cột, nhiệm vụ của đội thi là điều khiển robot bố mẹ đặt robot con lên cột đầu tiên. Sau đó, điều khiển robot con di chuyển từ từ sang các cột tiếp theo, cho tới cột cuối cùng và không được bỏ qua bất cứ cột nào. Sau đó, robot bố mẹ sẽ đón lại robot con. Hoàn thành nhiệm vụ ở khu vực này sẽ được 20 điểm. 
Nếu đi trước ở khu đi trên cột thì phần 3 sẽ ở khu xích đu.

### Nhiệm vụ 3: Xích đu
Ở khu xích đu, nhiệm vụ của đội thi là điều khiển robot bố mẹ đặt robot con vào ghế ngồi của xích đu và hoàn thành đủ 3 lần đung đưa xích đu, robot bố mẹ đẩy xích đu đung đưa lần thứ nhất, 2 lần đu còn lại do robot con tự thực hiện (Chú ý: Mỗi lần đu chỉ được tính khi một chỗ của robot con chạm vào lá cờ cắm ở trước xích đu). Sau khi hoàn thành 3 lần đẩy, robot bố mẹ sẽ đón lại robot con của mình. Đội hoàn thành nhiệm vụ ở khu này sẽ dành 50 điểm.

### Nhiệm vụ 4: Cầu thang vận động
Để tiến tới nhiệm vụ thứ 4, các đội cần chinh phục 3 nhiệm vụ đầu tiên trước. 
Ở bài thi này, nhiệm vụ của đội thi là điều khiển robot bố mẹ chuyển robot con tới chính xác hoặc gần vị trí bậc thang đầu tiên của cầu thang. Sau đó, đội thi sẽ điều khiển robot con leo lên tới đỉnh cầu thang, nhưng không được để robot con chạm vào 2 thành cầu thang giữa chừng trong quá trình leo. Sau khi leo tới đỉnh cầu thang, robot con phải giương cờ được để sẵn bên trong ra và vẫy chào để kết thúc game. Đội thi nào hoàn thành 4 nhiệm vụ trước trong thời gian 3 phút sẽ giành chiến thắng tuyệt đối. Chiến thắng này được gọi là "SHABAASH" trong tiếng Ấn Độ có nghĩa là "CHIẾN THẮNG". Nếu không đội nào hoàn thành tất cả bốn nhiệm vụ trong thời gian 3 phút thì đội chiến thắng sẽ được quyết định bằng cách tính điểm các nhiệm vụ đã hoàn thành.

### Kiếm thêm điểm
Để giành thêm điểm, các đội có thể thực hiện lại nhiệm vụ ở khu bập bênh với tổng số lần thực hiện là 3 lần, và thực hiện lại bài thi ở khu đi trên cột và khu xích đu với tổng số lần ở mỗi khu là 2 lần.

## Kết quả chia bảng
| Bảng A   | Bảng B   | Bảng C    | Bảng D     | Bảng E  | Bảng F     |
| -------- | -------- | --------- | ---------- | ------- | ---------- |
| Thái Lan | Nhật Bản | Indonesia | Việt Nam   | Ấn Độ 1 | Malaysia   |
| Ai Cập   | Hàn Quốc | Sri Lanka | Hồng Kông  | Nga     | Ấn Độ 2    |
| Fiji     | Mông Cổ  | Nepal     | Bangladesh | Iran    | Kazakhstan |

## Vòng đấu loại trực tiếp
|  | Tứ kết    | Tứ kết    | Tứ kết         |            |          | Bán kết         | Bán kết         | Bán kết |  |  | Chung kết | Chung kết | Chung kết |  |
|  |           |           |                |            |          |                 |                 |         |  |  |           |           |           |  |
|  |           |           |                |            |          |                 |                 |         |  |  |           |           |           |  |
|  | Ai Cập    | Ai Cập    | 10             |            |          |                 |                 |         |  |  |           |           |           |  |
|  | Ai Cập    | Ai Cập    | 10             |            |          |                 |                 |         |  |  |           |           |           |  |
|  | Việt Nam  | Việt Nam  | Shabaash (45s) |            |          |                 |                 |         |  |  |           |           |           |  |
|  | Việt Nam  | Việt Nam  | Shabaash (45s) |            | Việt Nam | Việt Nam        | Shabaash (47s)  |         |  |  |           |           |           |  |
|  |           |           |                |            | Việt Nam | Việt Nam        | Shabaash (47s)  |         |  |  |           |           |           |  |
|  |           |           | Indonessia     | Indonessia | 80       |                 |                 |         |  |  |           |           |           |  |
|  | Malaysia  | Malaysia  | Indonessia     | Indonessia | 80       | 10              |                 |         |  |  |           |           |           |  |
|  | Malaysia  | Malaysia  |                |            |          |                 |                 |         |  |  |           |           |           |  |
|  | Indonesia | Indonesia | Shabaash (94s) |            |          |                 |                 |         |  |  |           |           |           |  |
|  | Indonesia | Indonesia | Shabaash (94s) |            | Việt Nam | Việt Nam        | Shabaash (47s)  |         |  |  |           |           |           |  |
|  |           |           |                |            |          |                 |                 |         |  |  |           |           |           |  |
|  |           |           | Nhật Bản       | Nhật Bản   | 30       |                 |                 |         |  |  |           |           |           |  |
|  | Thái Lan  | Thái Lan  | Nhật Bản       | Nhật Bản   | 30       | Shabaash (100s) |                 |         |  |  |           |           |           |  |
|  | Thái Lan  | Thái Lan  |                |            |          |                 |                 |         |  |  |           |           |           |  |
|  | Mông Cổ   | Mông Cổ   | 80             |            |          |                 |                 |         |  |  |           |           |           |  |
|  | Mông Cổ   | Mông Cổ   | 80             |            | Nhật Bản | Nhật Bản        | Shabaash (139s) |         |  |  |           |           |           |  |
|  |           |           |                |            | Nhật Bản | Nhật Bản        | Shabaash (139s) |         |  |  |           |           |           |  |
|  |           |           | Thái Lan       | Thái Lan   | 20       |                 |                 |         |  |  |           |           |           |  |
|  | Nhật Bản  | Nhật Bản  | Thái Lan       | Thái Lan   | 20       | Shabaash (73s)  |                 |         |  |  |           |           |           |  |
|  | Nhật Bản  | Nhật Bản  |                |            |          |                 |                 |         |  |  |           |           |           |  |
|  | Nga       | Nga       | 0              |            |          |                 |                 |         |  |  |           |           |           |  |
|  | Nga       | Nga       | 0              |            |          |                 |                 |         |  |  |           |           |           |  |
|  |           |           |                |            |          |                 |                 |         |  |  |           |           |           |  |

## Kết quả
| Vô địch Robocon Pune 2014 LH-NVN Đại học Lạc Hồng - Việt Nam Lần thứ tư |